# La Prise d’Orange
La prise d'Orange (en cat. La presa d'Orange o La conquesta d'Orange) és una cançó de gesta francesa del cicle de Guillem. Es considera de finals del segle xii o principis del XIII i consta d'uns 1.800 versos decasíl·labs repartits en 62 laisses assonants. Argumentalment és la continuació de Le Charroi de Nîmes i apareix a continuació d'aquesta en els manuscrits cíclics.

## Argument
Guillem és a Nîmes, la ciutat que havia conquerit. Un cristià que ha estat captiu a Orange i se n'ha escapat, Guillebert, arriba a Nîmes i explica a Guillem les belleses i riqueses de la ciutat i, particularment, la bellesa de la seva reina Orable. Guillem decideix conquerir "la reina i la ciutat" i, amb Guillebert i el seu nebot Guielin, disfressats de sarraïns, se'n van a Orange. A Orange governa Arragon, fill del rei Tibaut, que en aquest moment està de campanya. Guillem i els acompanyants s'hi presenten i aconsegueixen que els portin fins a Orable, que té les habitacions en una torre, la torre de Gloriette. Allà són descoberts, però la reina els ajuda donant-los armes. Els sarraïns hi entren i els fan presoners, però Orable els allibera i els mostra un passadís secret que va a parar més enllà del Roine per on poden sortir. Guillebert fa el viatge pel passadís i arriba a Nîmes per avisar Bertrand, nebot de Guillem; aquest reuneix un exèrcit i assetja Orange. Ell amb un gruix d'homes entren pel passadís secret fins a Gloriette, on hi ha Guillem, i, des de dins, obren les portes de la ciutat a la resta de l'exèrcit. Un cop conquerida la ciutat, Guillem fa batejar Orable, que rep el nom de Guiburc, i s'hi casa.

## Comentari
Més enllà del nom de la dona de Guillem (però evidentment no el seu origen com a reina sarraïna), la cançó no té cap versemblança històrica.
Es conserva en nou manuscrits cíclics, copiada darrere de Le Charroi de Nîmes.